# San Cristóbal de la Vega
San Cristóbal de la Vega is een gemeente in de Spaanse provincie Segovia in de regio Castilië en León met een oppervlakte van 15,00 km². San Cristóbal de la Vega telt 113 inwoners (1 januari 2016).

## Demografische ontwikkeling
Bron: INE, 1857-2011: volkstellingen